# Río Draa
El río Draa (en árabe: وادي درعة‎, en francés: Oued Drâa) es el río más largo de Marruecos y de Argelia  (unos 1100 km). Nace en el Alto Atlas y desemboca en el océano Atlántico.

## Geografía
Tras su nacimiento, el río se abre paso entre los montes Saghro y Siroua, en el macizo del Anti-Atlas, excavando el cañón de Jeneg Taghia. Salvado el cañón, baña la ciudad de Agdz, donde empieza el valle del Draa propiamente dicho. Durante los siguientes 200 kilómetros se convierte en una suerte de cadena de oasis, lleno de palmerales y huertos, contrastando poderosamente con las resecas y rojizas montañas circundantes. El valle se encuentra jalonado por alcázares (ksur o ksar: castillo, fortaleza) construidos en adobe. Destacan Zagora y Mhamid, la puerta del desierto situada al final del valle. También Tamenougalt, antigua capital de los amaziges (bereberes), los primeros pobladores de Marruecos. Entre 100 000 y 200 000 personas viven en el valle, dedicadas fundamentalmente a la agricultura.

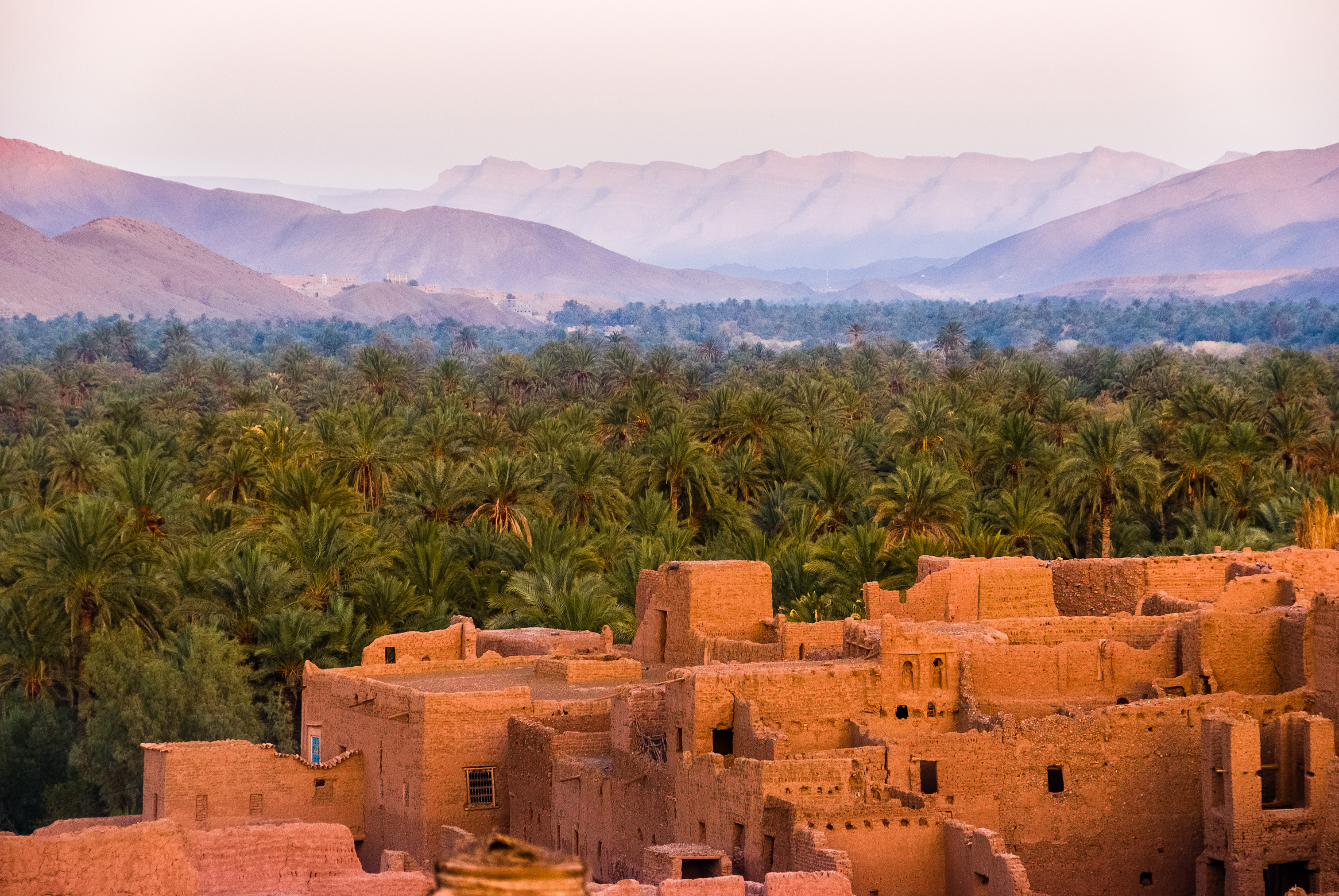
Palmerales en el valle del río

El Draa es un curso de agua singular: en el siglo X era el río más largo de Marruecos, discurriendo desde su nacimiento en el Alto Atlas hacia el sur por lo que hoy es la frontera argelina formando, en su curso medio, parte del actual límite argelino-marroquí a lo largo de unos 390 km, para después virar hacia el oeste, durante centenares de kilómetros, y desembocar en el océano Atlántico. Sin embargo, en mil años las condiciones climáticas se han alterado poderosamente, de forma que en la actualidad sus aguas se filtran en las arenas del desierto pasado Mhamid y prosiguen su curso de forma subterránea, dirigiéndose durante más de 600 kilómetros hacia el Atlántico, con su desembocadura a la altura de Tan Tan. Hoy en día, solo en años de lluvia excepcional el Draa regresa a su antiguo lecho.
El cultivo predominante en el valle son las palmeras, productoras de dátiles. Se cultivan también cereales, legumbres, alheña (o henna) y diversas especies de árboles frutales: tamarindos, laureles y acacias.

## Historia
De la zona del bajo Draa provenía una tribu árabe conocida como los Beni Saad (o saadíes), que adquirieron gran poder económico gracias a su intermediación en el comercio caravanero del oro. Los Beni Saad fundaron una dinastía que expandió su poder por todo Marruecos (1554), y luchó contra los intentos de colonización de los portugueses. Las suntuosas tumbas de los sultanes saadíes se encuentran en Marrakech.
En 1912 tras la firma del Convenio hispano-francés de 1904 sobre Marruecos que previamente había definido el reparto de Marruecos, el río Draa pasó a servir de frontera entre el Protectorado Francés de Marruecos y el Sahara Español, situación que duraría hasta 1976.